# Brigantine (Rüstung)

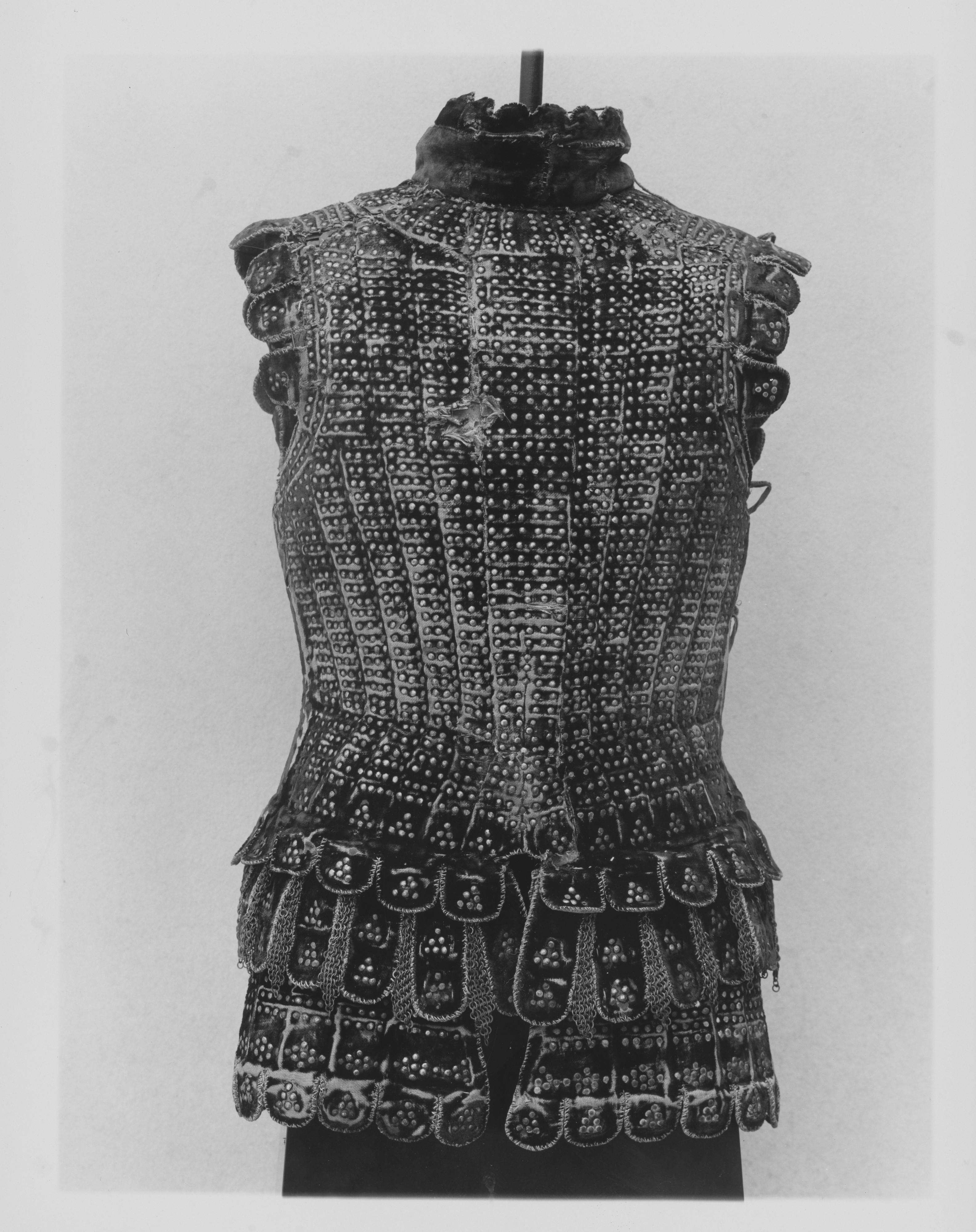
Italienische Brigantine, ca. 1540–50

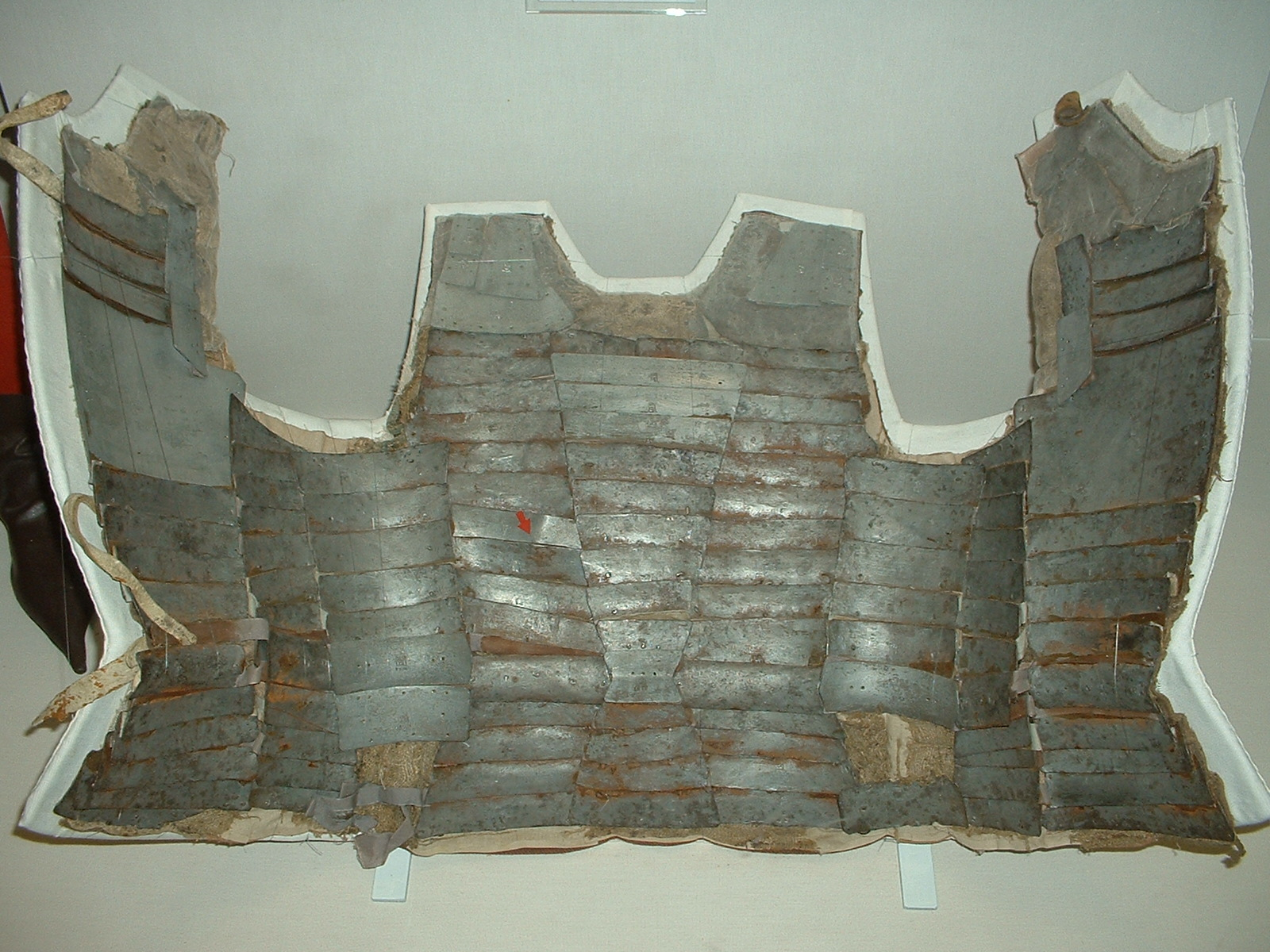
Italienische Brigantine, um 1470 (Innenansicht)

Die beiden knienden Männer im Vordergrund tragen prunkvolle Brigantinen (15. Jahrhundert)

Unter einer Brigantine verstand man eine Art Schuppenpanzer, die seit dem 14. Jahrhundert gebräuchlich war und sich aus dem Lentner, einer späten Form des Plattenrocks, gebildet hat.

## Beschreibung
Die Brigantine bestand aus zahlreichen Metallplättchen, oft zum Schutz verzinnt, die unter eine Lage Stoff, festem Leinen oder auch Samt genietet wurden.
Die Nietköpfe, die an der Außenseite des Oberstoffes sichtbar wurden, bilden das typische Aussehen der Brigantine. Oft waren diese Nietköpfe in Dreiergruppen angeordnet und verziert.
Da die Plättchen in verschiedenen Größen gehalten waren und in unterschiedlicher Ausrichtung vernietet wurden, garantierte die Brigantine eine gute Kombination aus Beweglichkeit und Schutz – nicht so starr, dafür weniger Schutz als ein Plattenpanzer, aber auch nicht so durchlässig (dafür unbeweglicher) wie ein Kettenhemd.
Die Herstellung einer Brigantine war einfacher und mit weniger Fachwissen verbunden als die Herstellung eines Plattenpanzers. Unter anderem wegen des Kostenfaktors wurde sie ab dem 15. Jahrhundert daher häufig von einfacheren Soldaten getragen. Allerdings fanden Brigantinen auch bei wohlhabenden Schichten ihre Anwendung. Diese teuren Exemplare wurden nicht selten mit einem kostbaren Stoff aus Seide, Samt oder Brokat bespannt und die sichtbaren Nietköpfe vergoldet.
Eine spätere Form der Brigantine ist der englische Jack of Plates, ein Steppwams, das zudem noch eingenähte Metallplättchen aufwies.